# Elbingska infanteriregementet
Elbingska infanteriregementet, även Ekebladska infanteriregementet, var ett värvat infanteriregemente inom svenska armén som verkade åren 1703–1715. Förbandet sattes upp i Elbing.

## Historia
Elbingska infanteriregementet sattes upp 1707 som en 1200 man start besättning i Elbing i nuvarande Polen. År 1710 föll delar av regementet i rysk fångenskap. Samma år återuppsattes regementet och blev förlagda i Greifswald och Stralsund. År 1713 föll gick delar av regementet i fångenskap genom kapitulationen i Tönningen. År 1715 upplöstes regementet helt då delarna som befann sig i Stralsund och Rügen gick i fångenskap.

## Förbandschefer
- 1703–1711: Claes Ekeblad den äldre
- 1711–1715: Johan Jäger